# 真达乡
真达乡，是中华人民共和国四川省甘孜藏族自治州石渠县下辖的一个乡镇级行政单位。

## 行政区划
真达乡下辖以下地区：
志巴村、细绒刀马村、麻达村、紫夫村、真达村、当巴村、甲日村、更思村、洞古村、傲一村和普马村。